# ルカ・ザノッティ
ルカ・ザノッティ（Luca Zanotti 、1994年4月29日 - ）は、イタリア・トレスコーレ・バルネアーリオ出身のサッカー選手。コモ所属。ポジションは、ゴールキーパー。

## クラブ歴
2014年5月11日、セリエCのペルージャ戦でデビューを果たした。
2019年7月7日、コモと契約を結んだ。